# 高為裘
高為裘（？—1056年），辽朝渤海人，先世居住在扶余府鱼谷县乌悊里，高模翰之孙，胜州刺史高儒之子。
高為裘重义轻财，结交名士。开泰七年（1018年）九月，以恩荫担任寄班祗候，授西班小底、银青崇禄大夫兼监察御史、武骑尉。重熙九年（1040年）十二月，担任右班殿直、侍卫神武军指挥使。清宁二年（1056年）六月，担任礼宾副使、知义顺军马步军都指挥使事，七月去世。其子高澤、高洵、高渥，高渥，为在班祗候。